# Shingyoji Kazuhiko
Kazuhiko Shingyoji (sinh ngày 5 tháng 2 năm 1986) là một cầu thủ bóng đá người Nhật Bản.

## Sự nghiệp câu lạc bộ
Kazuhiko Shingyoji đã từng chơi cho Mito HollyHock và Blaublitz Akita.